# Tullio Cortinovis
Tullio Cortinovis (Bergamo, 4 ottobre 1962) è un ex ciclista su strada italiano, professionista dal settembre 1984 al 1989. Pur non riuscendo a imporsi in nessuna competizione fra i professionisti, ottenne numerosi piazzamenti di rilievo, come il secondo posto al Trofeo Matteotti 1987, il terzo alla Coppa Placci 1985, il quarto nella prova in linea del Giro del Trentino 1986 e l'ottavo al Giro dell'Umbria 1988.

## Palmarès
- 1981 (dilettanti)

Gran Premio Colli Rovescalesi
- 1982 (dilettanti)

Gran Premio Capodarco
Freccia dei Vini
- 1983 (dilettanti)

Coppa Città di San Daniele
Freccia dei Vini
Trofeo Alberto Triverio
- 1984 (dilettanti)

Gran Premio Capodarco
Classifica generale Trofeo Interspar
Giro d'Abruzzo

## Piazzamenti

### Grandi Giri
- Giro d'Italia

1985: non partito (9ª tappa)
1986: 88º
1988: 87º

### Classiche monumento
- Liegi-Bastogne-Liegi

1985: 70º
- Giro di Lombardia

1984: 29º